# Gabinete De Wever
El gobierno de Bart De Wever es el actual gobierno federal del Reino de Bélgica que entró en funciones a partir del 3 de febrero de 2025 durante la 56.a Legislatura de la Cámara de Representantes de Bélgica. Se formó 8 meses después de las elecciones federales de 2024.
Este gobierno está dirigido por el nacionalista flamenco y exalcalde de Amberes, Bart De Wever. Está constituida y apoyada por una coalición denominada Arizona + LE  entre la Nueva Alianza Flamenca (N-VA), el Movimiento Reformador (MR), Los Comprometidos, Vooruit y los Cristiano Demócrata y Flamenco (CD&V). En conjunto tienen 80 escaños en la Cámara de Representantes. Se forma 239 dias después de las elecciones federales de 2024.
Sucede así al gobierno Vivaldi del liberal flamenco Alexander De Croo, formado por el Partido Socialista, Adelante, Movimiento Reformador, Liberales y Demócratas Flamencos (el partido del propio Primer Ministro Alexander De Croo), Cristiano Demócrata y Flamenco, Ecolo y Groen.

## Antecedentes y formación
Durante las elecciones, la Nueva Alianza Flamenca (N-VA) conservó su estatus como principal fuerza política flamenca y a nivel nacional, mientras que el Movimiento Reformador (MR) superó al Partido Socialista (PS) como principal partido valón mientras que por otro lado los partidos ecologistas perdieron buena parte de sus escaños, con el francófono Ecolo pasando de 13 a 3 escaños y el neerlandés Groen perdiendo 2 escaños. En conjunto, la coalición Vivaldi perdió su mayoría.

### Primera misión de Bart de Wever
El 12 de junio de 2024, el rey Felipe confió a Bart De Wever, presidente del N-VA, el cargo de informateur, es decir, el encargado de las negociaciones para formar gobierno; tras dos días y medio de consultas con las diferentes fuerzas políticas. Fue designado pre-formateur el 26 de junio, con el fin de explorar con más profundidad la posibilidad de una coalición Arizona entre la Nueva Alianza Flamenca, el Movimiento Reformista, Los Comprometidos, Vooruit y los Cristiano Demócrata y Flamenco (CD&V). Bart De Wever, que recibió el encargo por parte del Rey de ser el formateur el 10 de julio, renuncio al encargo de formar gobierno el día el 23 de agosto debido a desacuerdos entre las cinco partes.
Ese mismo día, el rey consultó a los líderes de los partidos que se esperaba que formaran la mayoría de la Coalición Arizona, encarga entonces al presidente de Los Comprometidos, Maxime Prévot la misión de hacerse cargo de la mediación, con la misión de acercar los puntos de vista de las diferentes formaciones con el fin de intentar reanudar las negociaciones. Maxime Prévot presentó su informe el 2 de septiembre, tras lo cual el rey Felipe llamó nuevamente a Bart De Wever como formateur, habiendo constatado en el informe del mediador el deseo de las partes de reanudar las negociaciones.

### Segunda misión de Bart de Wever
Bart De Wever presentó nuevamente su dimisión al monarca el 4 de noviembre por falta de acuerdo entre las partes implicadas, pero el rey se dio tiempo para aceptar la renuncia y encargó nuevamente a Bart De Wever que realizara nuevas consultas hasta 12 de noviembre.  En esta fecha, Bart De Wever fue confirmado en su cargo. El 31 de enero de 2025 después de una ronda de negociación ininterrumpida de 60 horas y casi siete meses y medio después de las elecciones federales, se llego a la conclusión de las negociaciones que terminaron en un acuerdo de coalición. Este contrato es ratificado el 1 de febrero por Vooruit y al día siguiente por el resto de las partes.
Los nombres de los ministros fueron revelados por los diferentes partidos entre el 2 y el 3 de febrero. Esperado como el nuevo ministro del Interior, el presidente del Movimiento Reformador (MR) Georges-Louis Bouchez dijo el 3 de febrero que no entraría en el gobierno para conservar el liderazgo de su partido. El real decreto de nombramiento se publicó el mismo día 3 de febrero de 2025.  El 21 de febrero, el nombre del ministerio de la ministra Matz fue ligeramente modificado por un decreto real publicado el 27 del mismo mes con efecto retroactivo al momento de prestar juramento.
Varios partidos de la oposición criticaron el bajo nivel de feminización del nuevo ejecutivo, considerando que incorpora cuatro mujeres contra once hombres, ninguno de los cuales se encuentra dentro del kern, el Consejo de Ministros restringido solo a los Vice Primeros Ministros. La nueva Ministra de Justicia Annelies Verlinden, dice que lamenta en 2025 la imagen de un kern 'exclusivamente masculino'. Bart de Wever considera que es 'inesperado y dañino' y que 'no es elegante' sino que 'puede suceder'. Esta situación contrasta con el gobierno anterior, completamente conjunto en su composición y en el nivel de ministros, y que inicialmente integraron a dos mujeres dentro de Kern. La ministra de modernización pública, Vanessa Matz, juzga el 4 de febrero que la ausencia de una mujer en Kern 'no normal', acusando a los partidos políticos por no haber 'hecho el trabajo' y proponer reflexionar sobre el establecimiento de cuotas en el Consejo de Ministros como en las universidades comunales.

### Juramento y voto de confianza
El Primer Ministro y los 14 ministros prestaron juramento y tomaron posesión de sus cargos el 3 de febrero en el Palacio Real, ante el Rey Felipe. Es la primera vez que un nacionalista flamenco asume la jefatura del gobierno federal belga. Después de 40 horas de debate parlamentario, la Cámara de Representantes dio su confianza al gobierno por 81 votos a favor, 66 votos en contra y 3 abstenciones.

## Acuerdo de coalición
El acuerdo de coalición contiene 200 páginas. Algunas de las medidas que allí se describen son:
1. La introducción de un impuesto sobre el valor añadido del 10 por ciento (contribución solidaria)
2. El seguro por desempleo está limitado en el tiempo a 2 años
3. La abolición de la ley de eliminación progresiva de la energía nuclear
4. El IVA sobre las bombas de calor bajará al 6%, mientras que el IVA sobre las calderas de combustibles fósiles y carbón aumentará al 21%. Los impuestos sobre los billetes de avión irán aumentando.
5. La abolición del Senado
6. La fusión de las seis zonas policiales de Bruselas
7. Los estudiantes de trabajo ahora pueden trabajar durante 650 horas.
8. Un servicio militar voluntario de 12 meses.
9. De aquí a 2030, Bélgica deberá gastar el 2% de su PIB en defensa.
10. Un ejército de 29.100 hombres en 2030.
11. Se amplía la prohibición de fumar. Ya no está permitido fumar en las terrazas de los establecimientos de catering
12. La indemnización por despido de los parlamentarios se reducirá a un año.
13. Habrá una penalización pensional para aquellos que dejen de trabajar demasiado pronto. Pierdes el 2% de tu pensión si dejas de trabajar antes de la edad legal de jubilación.
14. Habrá un bono de pensión para quienes trabajen más allá de la edad de jubilación. Recibirás un 2% más de pensión por cada año que trabajes extra.
15. Se realizará un examen de nacionalidad para los inmigrantes que soliciten asilo en Bélgica.
16. Los recién llegados sólo tienen derecho a la seguridad social si han permanecido en Bélgica durante al menos 5 años.
17. La capacidad de los centros de retorno cerrados se duplica.
18. Un nuevo servicio gubernamental llega: FPS Migración.
19. Se introduce un crédito familiar: la baja por maternidad o paternidad ya no estará vinculada a los padres, sino al hijo.
20. Habrá más presupuesto para la policía y los bomberos.
21. Las subvenciones a los partidos políticos están congeladas.
22. Los operadores de telecomunicaciones deben transferir automáticamente a sus clientes al plan tarifario más ventajoso después de la aprobación explícita.
23. Habrá mejores condiciones de trabajo para los guardias y el personal penitenciario.

## Apoyo parlamentario
| Cámara                   | Candidato     | Fecha                                                  | Voto |    |    |    |    |    |    |    |    |   |   |   |   | Total  |
| ------------------------ | ------------- | ------------------------------------------------------ | ---- | -- | -- | -- | -- | -- | -- | -- | -- | - | - | - | - | ------ |
| Cámara de Representantes | Bart De Wever | 6 de febrero de 2025 Mayoría simple requerida (76/150) | Sí   | 24 |    | 19 |    | 13 |    | 11 | 14 |   |   |   |   | 81/150 |
| Cámara de Representantes | Bart De Wever | 6 de febrero de 2025 Mayoría simple requerida (76/150) | No   |    | 18 |    | 15 |    | 16 |    |    | 7 | 6 | 3 | 1 | 66/150 |
| Cámara de Representantes | Bart De Wever | 6 de febrero de 2025 Mayoría simple requerida (76/150) | Aus. |    | 2  |    |    |    |    |    |    | 1 |   |   |   | 3/150  |

## Gabinete Ministerial
Nueva Alianza Flamenca     Movimiento Reformador     Los Comprometidos     Adelante     Cristiano Demócrata y Flamenco

### Primer Ministro del Reino de Bélgica
| Fotografía | Primer Ministro | Período              | Período     | Partido | Partido | Ref    |
| Fotografía | Primer Ministro | Inicio               | Fin         | Partido | Partido | Ref    |
| ---------- | --------------- | -------------------- | ----------- | ------- | ------- | ------ |
|            | Bart De Wever   | 3 de febrero de 2025 | En el cargo |         |         | [ 25 ] |

### Vice primeros ministros del Reino de Bélgica
| Fotografía | Vice primeros ministros | Período                                      | Período     | Partido | Partido | Ref    |
| Fotografía | Vice primeros ministros | Inicio                                       | Fin         | Partido | Partido | Ref    |
| ---------- | ----------------------- | -------------------------------------------- | ----------- | ------- | ------- | ------ |
|            | Jan Jambon              | 3 de febrero de 2025                         | En el cargo |         |         |        |
|            | David Clarinval         | 21 de abril de 2022 (Del Anterior Gobierno)  | En el cargo |         |         | [ 26 ] |
|            | Maxime Prévot           | 3 de febrero de 2025                         | En el cargo |         |         |        |
|            | Frank Vandenbroucke     | 1 de octubre de 2020 (Del Anterior Gobierno) | En el cargo |         |         | [ 27 ] |
|            | Vincent Van Peteghem    | 1 de octubre de 2020 (Del Anterior Gobierno) | En el cargo |         |         |        |

### Ministerios
| Ministerio                                                         | Fotografía | Titular              | Período                                      | Período     | Partido | Partido | Ref    |
| Ministerio                                                         | Fotografía | Titular              | Inicio                                       | Fin         | Partido | Partido | Ref    |
| ------------------------------------------------------------------ | ---------- | -------------------- | -------------------------------------------- | ----------- | ------- | ------- | ------ |
| Asuntos Exteriores, Europa y Cooperación al Desarrollo             |            | Maxime Prévot        | 3 de febrero de 2025                         | En el cargo |         |         |        |
| Autónomos y Pequeñas y Medianas Empresas                           |            | Eléonore Simonet     | 3 de febrero de 2025                         | En el cargo |         |         | [ 26 ] |
| Asilo, Migración, Integración y Política Urbana                    |            | Anneleen Van Bossuyt | 3 de febrero de 2025                         | En el cargo |         |         |        |
| Defensa y Comercio Exterior                                        |            | Theo Francken        | 3 de febrero de 2025                         | En el cargo |         |         |        |
| Energía                                                            |            | Mathieu Bihet        | 3 de febrero de 2025                         | En el cargo |         |         | [ 26 ] |
| Finanzas, Seguridad Social e Instituciones Culturales              |            | Jan Jambon           | 3 de febrero de 2025                         | En el cargo |         |         |        |
| Interior                                                           |            | Bernard Quintin      | 3 de febrero de 2025                         | En el cargo |         |         | [ 26 ] |
| Justicia y Mar del Norte                                           |            | Annelies Verlinden   | 3 de febrero de 2025                         | En el cargo |         |         |        |
| Modernización, Función Pública, Empresas Públicas y Digitalización |            | Vanessa Matz         | 3 de febrero de 2025                         | En el cargo |         |         |        |
| Movilidad, Clima y Transición Ecológica                            |            | Jean-Luc Crucke      | 3 de febrero de 2025                         | En el cargo |         |         |        |
| Presupuesto y Simplificación Administrativa                        |            | Vincent Van Peteghem | 3 de febrero de 2025                         | En el cargo |         |         |        |
| Protección del Consumidor e Igualdad de Oportunidades              |            | Rob Beenders         | 3 de febrero de 2025                         | En el cargo |         |         |        |
| Salud y Asuntos Sociales                                           |            | Frank Vandenbroucke  | 1 de octubre de 2020 (Del Anterior Gobierno) | En el cargo |         |         | [ 27 ] |
| Trabajo, Economía y Agricultura                                    |            | David Clarinval      | 3 de febrero de 2025                         | En el cargo |         |         | [ 26 ] |